# Ludovic Tézier
Ludovic Tézier (Marsella, 1968) es un barítono francés.

## Biografía
Ludovic Tézier fue alumno de Claudine Duprat, del CNIPAL y de la Escuela de Arte Lírico de la Ópera de París. Comienza su carrera internacional contratado por la compañía de ópera de Lucerna (Suiza) donde permanece dos años. Tras una audición para Jean Pierre Brossmann, queda enrolado de nuevo en otra compañía de ópera, la de la Ópera de Lyon, debutando allí con el papel de Conde Almaviva (del que existe un interesante documento en video). Después de su experiencia en la compañía de Lyon (que durará tres años), emprende su carrera en solitario por los más importantes teatros del mundo.
Existen en su carrera varios puntos de inflexión, como la Lucie de Lammermoor en la sorprende al público sustituyendo al barítono titular al lado de dos cantantes ya consagrados ante las audiencias (Dessay y Alagna) ofreciendo un excelente retrato tanto interpretativo como vocal del atormentado hermano de Lucie, Henry Ashton. Otra piedra de toque en su carrera ha sido sin duda el Teatro Capitole en Toulouse donde de mano de Nicolas Jöel (actual director artístico de la Ópera Bastille) interpretó con gran éxito personajes como Don Giovanni, Rodrigo de Posa o Eugenio Oneguin.
Hoy en día Ludovic Tézier es una referencia dentro de su cuerda, dentro de la gran tradición francesa tras los pasos de grandes nombres de su historia más reciente como Michel Dens, Gabriel Bacquier o Robert Massard y su nombre está presente en todas las grandes óperas del mundo. Es un cantante de una gran elegancia, con una dicción extremadamente clara. La voz es de gran belleza y amplia. Sin duda su repertorio a día de hoy de barítono lírico se irá ampliando con la evolución de la voz, pues ha afrontado ya roles verdianos de gran calado como Renato en Un ballo in maschera con gran solvencia. Ludovic Tézier ha sido nombrado recientemente Chevalier des Arts et Lettres, como reconocimiento a su contribución a la difusión de la cultura francesa.

## Repertorio destacado
- Conde Almaviva en Le nozze di Figaro: Théâtre du Capitole, Staatsoper, Liceu, Teatro Real, Metropolitan Opera.
- Don Giovanni en Don Giovanni: Luzern, Théâtre du Capitole, Opéra Royal de Wallonie.
- Rodrigo de Posa en Don Carlos: Opéra du Rhin, Théâtre du Capitole.
- Renato en Un ballo in maschera: Opéra Bastille, Teatro Real.
- Ford en Falstaff: Théâtre des Champs-Elyseés, Liceu.
- Eugenio Oneguin en Eugenio Oneguin: La Scala, Théâtre du Capitole, Opéra Bastille.
- Príncipe Yelestsky en La dama de picas: Opéra Bastille, Liceu.
- Griaznoy en La novia del zar: Théâtre du Châtelet.
- Enrico Ashton en Lucie de Lammermoor: La Scala, Lyon, Opéra Bastille.
- Belcore en L'elisir d'amore: Royal Opera House London.
- Hamlet en Hamlet: Théâtre du Capitole, Teatro Regio Torino.
- Protagonista versión barítono en Werther: De Munt, Opéra Bastille.
- Albert en Werther: Royal Opera House London, Opéra Bast.ille
- Lescaut en Manon Lescaut: Genève.
- Marcello en La bohème: Luzern, Metropolitan Opera, Genève, Opéra Bastille.
- Lescaut en Manon Lescaut: Liceu.
- Escamillo en Carmen: Lyon, Chorégies d'Orange, Metropolitan Opera.
- Chorebe en Les Troyens: Théâtre du Châtelet.
- Wolfram von Eschenbach en Tannhäuser: Théâtre du Châtelet, Théâtre du Capitole, Bilbao.